# Евсеев, Михаил Павлович
Михаил Павлович Евсеев (1921—2002) — советский и российский учёный-экономист, доктор экономических наук, профессор.
Автор более 120 научных работ, включая 11 монографий.

## Биография
Родился 21 ноября 1921 года в деревне Низино Петроградской губернии, ныне Волховского района Ленинградской области, в семье Павла Яковлевича (1896—1986) и Анны Ивановны (1899—1930) Евсеевых.
В 1930 году родители были репрессированы и высланы вместе с детьми на Алдан в Якутскую АССР. В 1940 году Михаил окончил с отличием Алданскую среднюю школу № 1 и некоторое время проработал заведующим информационным отделом местной газеты «Алданский рабочий». Затем без экзаменов был принят на исторический факультет Томского государственного университета (ТГУ). В мае 1943 году был призван в Красную армию и стал участником Великой Отечественной войны. После учёбы в передислоцированным из Проскурова в Томск Белоцерковском военно-пехотном училище, был отправлен на фронт, где воевал в составе 4-й гвардейской армии. После тяжелого ранения Евсеева из армии комиссовали.
Вернувшись в Томск, в сентябре 1944 года возобновил учёбу в ТГУ, который с отличием окончил в 1946 году. Будучи студентом пятого курса некоторое время читал лекции по политэкономии в Томской областной партийной школе и в 1947 году стал членом ВКП(б)/КПСС. По окончании университета остался работать в нём: ассистент (с 1946 года), доцент (с 1955 года). В 1954 году в Томском государственном университете защитил кандидатскую диссертацию на тему «Экономические взгляды Н. И. Тургенева». С 1962 по 1966 год являлся заведующим кафедрой политэкономии ТГУ.
С сентября 1966 года старший научный сотрудник и с сентября 1968 года — доцент кафедры политэкономии ТГУ. С 1970 по 1974 год — доцент кафедры экономики промышленности. В декабре 1972 года в Ленинградском государственном университета защитил докторскую диссертацию на тему «Проблемы построения экономического фундамента социализма в советской литературе 1926—1936 гг.». С октября 1974 года Михаил Павлович — профессор, заведующий кафедрой истории экономических учений ТГУ. В 1976 году был утвержден ВАК СССР в ученом звании профессора и с 1977 года — профессор, а с сентября 1996 года — профессор-консультант кафедры политэкономии Томского государственного университета. По совместительству М. П. Евсеев в 1955—1956 годах заведовал кафедрой политэкономии Томского государственного педагогического института, а в 1950—1960 годах преподавал в Томском политехническом институте, Томском медицинском институте и Томском электромеханическом институте инженеров железнодорожного транспорта. Среди его учеников 13 кандидатов и 6 докторов экономических наук.
Наряду с научно-преподавательской занимался общественной деятельностью — являлся членом партбюро и членом профбюро экономического факультета, а также членом парткома и председателем комиссии по общественно-политической практике экономического факультета ТГУ. Состоял внештатным лектором Томского горкома и обкома КПСС, преподавал политэкономию в Вечернем университете марксизма-ленинизма при Томском гарнизонном Доме офицеров и заочной Высшей партийной школе при ЦК КПСС. Работал заместителем редактора университетской газеты «За советскую науку», являлся членом президиума правления, председателем научно-методического совета по экономике и секции политэкономии Томского отделения Всесоюзного общества «Знание».
Умер 4 октября 2002 года в Томске.
М. П. Евсеев был женат на Анастасии Сидоровне Ульяновой — выпускнице историко-филологического факультета Томского государственного университета 1947 года. В семье росли дети: Евгения (род. 1946) и Владимир (род. 1950) — оба выпускники Томского государственного университета.

## Заслуги
- Был награждён орденами Трудового Красного Знамени (1981), Отечественной войны II степени (1985), а также медалями, в числе которых «За победу над Германией в Великой Отечественной войне 1941—1945 гг.» (1945), «За доблестный труд» (1970), «Медаль Жукова» (1996) и многие юбилейные медали.
- Заслуженный экономист РСФСР (1988), Почетный работник высшего профессионального образования РФ (1998) и Заслуженный ветеран труда Томского государственного университета (1988).